# Adrian (okręg Marusza)
Adrian – wieś w Rumunii, w okręgu Marusza, w gminie Gurghiu. W 2011 roku liczyła 316 mieszkańców.